# Pellaea pinnata
Pellaea pinnata là một loài dương xỉ trong họ Pteridaceae. Loài này được Kaulf. Prantl mô tả khoa học đầu tiên năm 1882.